# Janko Makoter
Janko Makoter, slovenski policist, obrtnik in poslovnež, * ?, † 26. september 1999, Cven.
Makoter je bil do leta 1981 policist, nato pa je skupaj z ženo Milico Makoter ustanovil obrt, ki je prerasla v istoimensko podjetje. 
26. septembra 1999 je bil umorjen v spanju; za umor so sumili njegovo ženo, ki je preživela v priporu 42 mesecev in bila novembra 2007 dokončno s strani Vrhovnega sodišča Republike Slovenije spoznana za nedolžno. Njegov umor do danes ostaja nerazrešen.
Na njegovega brata Jožeta Makoterja, komandirja Policijske postaje Ljutomer, so leta 2000 izvršili raketni napad.